# 细弱金腰
细弱金腰（学名：Chrysosplenium lanuginosum var. gracile）为虎耳草科金腰属下的一个变种。

## 扩展阅读
- 維基物種上的相關：细弱金腰